# From Chaos to Eternity
From Chaos to Eternity je deváté studiové album italské powermetalové hudební skupiny Rhapsody of Fire. Vydáno bylo 17. června 2011 společností Nuclear Blast. Textově se jedná o poslední díl fantasy příběhu The Dark Secret Saga, který skupina započala na svém debutovém albu Legendary Tales (1997). Jde zároveň o poslední album, na kterém se podílel hlavní skladatel Luca Turilli, jenž kapelu opustil krátce po vydání desky spolu s baskytaristou Patricem Guersem a koncertním kytaristou Dominique Leurquinem.

## Seznam skladeb
Hudbu složil(i) Luca Turilli a Alex Staropoli, texty napsal(i) Turilli.
| Pořadí         | Název | Délka                          |
| -------------- | --- | ------------------------------ |
| 1.             | Ad Infinitum | 1:28                           |
| 2.             | From Chaos to Eternity | 5:45                           |
| 3.             | Tempesta di fuoco | 4:46                           |
| 4.             | Ghosts of Forgotten Worlds | 5:31                           |
| 5.             | Anima perduta | 4:45                           |
| 6.             | Aeons of Raging Darkness | 5:46                           |
| 7.             | I Belong to the Stars | 4:52                           |
| 8.             | Tornado | 4:55                           |
| 9.             | Heroes of the Waterfalls' Kingdom" I. "Lo Spirito della Foresta" ("The Spirit of the Forest") II. "Realm of Sacred Waterfalls" III. "Thanor's Awakening" IV. "Northern Skies Enflamed" V. "The Splendour of Angels' Glory (A Final Revelation) | 19:38 3:15 4:41 3:21 4:12 4:09 |
| Celková délka: | Celková délka: | 57:34                          |

## Obsazení
- Fabio Lione – zpěv
- Luca Turilli – kytara
- Tom Hess – kytara
- Patrice Guers – basová kytara
- Alex Staropoli – klávesy
- Alex Holzwarth – bicí